# Puntius mudumalaiensis
Puntius mudumalaiensis är en fiskart som beskrevs av Menon och Rema Devi 1992. Puntius mudumalaiensis ingår i släktet Puntius och familjen karpfiskar. IUCN kategoriserar arten globalt som sårbar. Inga underarter finns listade i Catalogue of Life.